# Relazione di Tully-Fisher
In astronomia, la relazione di Tully-Fisher, presentata da R. Brent Tully e J. Richard Fisher nel 1977, è una relazione empirica tra la luminosità intrinseca (proporzionale alla massa stellare) di una galassia a spirale e la velocità asintotica.
La luminosità è la quantità di energia emessa dalla stella per unità di tempo; può essere misurata a partire dalla luminosità apparente una volta nota la distanza della galassia. La larghezza di velocità viene misurata dalla larghezza o dallo spostamento delle righe spettrali e dallo studio dell'effetto Doppler.
La relazione quantitativa fra la luminosità e la larghezza di velocità è una funzione della lunghezza d'onda alla quale viene misurata la luminosità, ma sostanzialmente la luminosità è proporzionale alla velocità alla quarta.
La relazione permette di esprimere la larghezza di velocità (osservabile direttamente e facilmente misurabile) in termini della luminosità intrinseca, che è invece difficile da valutare. 